# HD 16175 b
HD 16175 b是一個距離地球約195光年的系外行星，位於英仙座，母恆星是HD 16175。

## 概要
該行星的質量下限是木星的4.5倍，但因為不知道它的軌道傾角，至今仍無法確認其真實質量。它的公轉週期是2.34年，軌道離心率是0.48。距離母恆星最近是1.08天文單位，最遠則是3.06天文單位。
該行星和目前大多數典型的系外行星一樣是由徑向速度法發現。該行星由約翰·阿謝爾·強森（John Asher Johnson）等人於2007年9月20日發現，並於同年10月22日相關論文發表。

## 外部連結
- . Exoplanets.   [2008-08-24]. （原始内容存档于2008-05-18）.